# Герой Труда (ГДР)

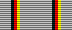
Планка к званию Героя труда ГДР в 1950-1953 годах

Герой Труда (нем. Held der Arbeit) — почётное звание, одна из высших государственных наград Германской Демократической Республики.

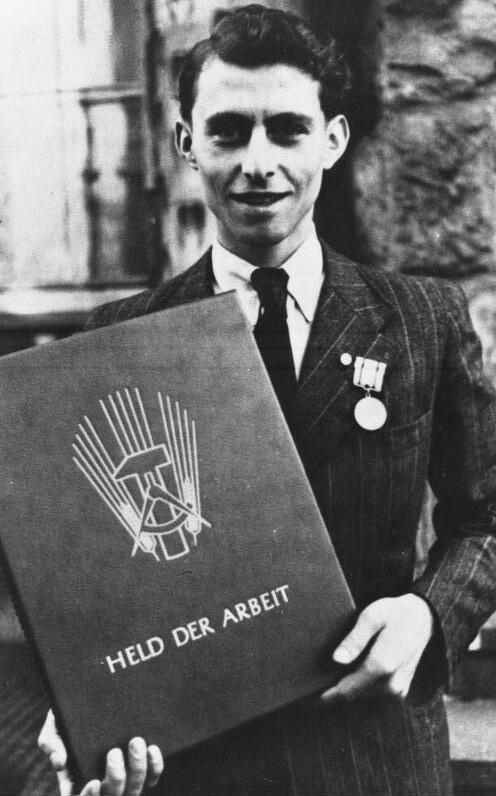
Гюнтер Лиске — Герой труда ГДР (1950). Награждён знаком отличия Героя труда первого типа

Звание учреждено 19 апреля 1950 года и вручалось «за выдающиеся личные достижения, имеющие особое значение для народного хозяйства, ведущие к значительному повышению производительности труда и требующие особой настойчивости или мужества». В 1953 году был изменён внешний вид знака отличия и планки Героя труда.
Существовал лимит на награждение званием — не более 50 человек в год. В дальнейшем этот лимит был увеличен.
Награждённому вручался знак отличия в виде золотой звезды с изображением герба ГДР, на прямоугольной колодке, обтянутой красной лентой, и выплачивалась премия в размере 10000 марок ГДР.